# Newcastle (Austrália)
Newcastle é uma cidade localizada no estado de Nova Gales do Sul, na Austrália. Situa-se a 160 km ao norte de Sydney e sua população é de cerca de 500 mil habitantes. É a sexta maior cidade australiana, em população, e a segunda do estado, atrás somente da capital estadual, Sydney.